# Silent Hunter 4: Wolves of the Pacific
Silent Hunter 4: Wolves of the Pacific – komputerowy symulator okrętu podwodnego w realiach II wojny światowej, wyprodukowany i wydany w 2007 przez Ubisoft. Jest to czwarta część serii Silent Hunter.

## Opis gry

### Okręty podwodne w SH4
Lista amerykańskich okrętów podwodnych, którymi można zagrać w Silent Hunter 4:
- Okręty podwodne typu Porpoise
- Okręty podwodne typu Salmon
- Okręty podwodne typu Tambor
- Okręty podwodne typu Gato
- Okręty podwodne typu Balao

### Rozbitkowie
W przeciwieństwie do poprzednich części gry, które ominęły kwestie rozbitków, Silent Hunter 4 symuluje zachowanie ocalałych ze zniszczonych statków i samolotów.

### Gra sieciowa
Silent Hunter 4 oferuje nowy tryb gry wieloosobowej. Gracz ma w nim możliwość kierowania japońskimi niszczycielami przeciwko amerykańskim okrętom podwodnym. W trybie sieciowym może uczestniczyć do 8 graczy, wykonując losowo przydzielane przez komputer misje.

### Dodatki
- Silent Hunter 4: Wolves of the Pacific – U-Boat Missions – dodatek do Silent Hunter 4. Zawiera on historyczne misje na Oceanie Indyjskim oraz poprawki i modyfikacje graficzne. Polska premiera miała miejsce 11 kwietnia 2008, dystrybutorem została Cenega Poland.

W dodatku zawarty jest patch 1.5, niedostępny oddzielnie.

## Odbiór gry
Silent Hunter 4 chwalono za oprawę graficzną, realizm i różnorodność wykonywanych misji. Od czasu wypuszczenia gry znaleziono jednak w grze liczne błędy, takie jak wychodzenie gry do systemu, nieprawidłowe symulowanie misji i wadliwie funkcjonującą sztuczną inteligencję.